# Peter Norvig

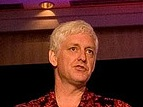
Peter Norvig

Peter Norvig là một nhà khoa học máy tính từng giữ chức giám đốc trung tâm nghiên cứu của Google Inc., (Giám đốc nghiên cứu, trước đây là Giám đốc Chất lượng tìm kiếm) với nhiệm vụ sắp xếp và tổ chức lại thế giới thông tin cho người dùng dễ dàng truy cập, khai thác (slogan của Google). Ông đồng thời là ủy viên ban điều hành của Hiệp hội Trí tuệ nhân tạo Hoa Kỳ (American Association for Artificial Intelligence).
Trước đó, ông giữ chức giám đốc điều hành trung tâm khoa học tính toán (Computational Science Division) của NASA tại Ames (NASA Ames Research Center), có nhiệm vụ giám sát hoạt động của hơn 200 nhà khoa học. Ngoài ra, ông còn đảm nhận chức vụ giáo sư tại Đại học Nam California, thành viên hội đồng nghiên cứu khoa học của Đại học California tại Berkeley, cũng như một trong những nhà khoa học nhiều kinh nghiệm tại Sun Microsystems Laboratories…

## Sách
- Cùng với Stuart Russell, Peter Norvig là đồng tác giả của cuốn sách: "Artificial Intelligence – A Modern Approach" nổi tiếng, được giảng dạy tại 1100 trường đại học thuộc 102 quốc gia trên toàn thế giới[1].
- Cuốn "Paradigms of Artificial Intelligence Programming: Case Studies in Common Lisp".